# Nectar (Stati Uniti d'America)
Nectar è un comune degli Stati Uniti d'America situato nella contea di Blount dello Stato dell'Alabama.